# 監督義務者の責任
監督義務者の責任（かんとくぎむしゃのせきにん）とは、民事上の責任能力の無い者（以下、「責任無能力者」という）が、第三者に損害を生じさせた場合に、法定監督義務者にその損害の賠償義務を生じさせる責任をいう（民法第714条1項本文）。この責任は、監督義務者がその監督義務を怠らなかったとき、あるいは、監督義務を怠らなくても損害が生じたであろう場合には責任を免れる（民法第714条1項但書）。なお、監督代行者も法定監督義務者と同様の責任を負う（民法第714条2項）。
- 民法は、以下で条数のみ記載する。

## 概要
714条にいう監督義務者の責任は、責任無能力者が責任を負わない場合の補充的責任である。責任無能力者の行為が客観的に不法行為にあたる場合において、判断能力がないことを理由に免責させるものであるから、監督義務者の責任は責任無能力者の行為が違法でなければ生じない。
被害者が監督義務者に責任を問う場合、直接の加害者が責任無能力者であることを立証しなければならないが、責任能力の認定の下限年齢は判例が揺れていて、11歳以上（小学校5年生）を基準として責任能力が判断される。

### 監督義務者
監督義務者とされるのは、法定の監督義務者がいればその者となる。具体的には、18歳未満については親権者（第820条）、未成年後見人（第857条）、児童福祉施設の長（児童福祉法第47条）およびこれらの者に代わって親権を行使する者である。

### 監督義務の内容
監督義務の原則は善良なる管理者の注意（第400条）である。具体的には責任無能力者の性質・自己直前の行動等から加害行為のおそれが感知される場合においてこれを防止する義務、そして責任無能力者の生活行動に対する包括的一般的な身上監護義務についてである。
監督義務者等の責任は、監督義務者等がその監督義務を怠らなかったとき、あるいは、監督義務を怠らなくても損害が生じたであろう場合には責任を免れる（民法第714条1項但書）。
監督義務の範囲が不明確とされていたが、2015年4月、最高裁は危険を予想できたなどの特別な事情がない限りは、監督義務を尽くしていなかったとは言えないと初めて判断した。
また、2007年12月に認知症の男性がJR共和駅で線路内に下りて起こした事故でJR東海が親族に約720万円の賠償を求める訴えを起こしたが、2016年3月1日、最高裁はこの請求を棄却し、認知症患者やその家族にとって画期的な判決となったが、国の政策も含め、責任能力がない人が起こした事故の損害回復をどうすべきかというと課題が浮かび上がった。

## 一般不法行為との関係
18歳未満の児童が起こした不法行為の場合、不法行為者本人が責任能力を有していないときには不法行為責任は責任能力を有する本人が負うことになる。したがって、第714条1項の「前二条の規定により責任無能力者がその責任を負わない場合」には該当しないので監督義務者は責任を負わないことになるが、この場合に18歳未満の児童の不法行為者本人が無資力である場合には被害者は損害賠償を受けることができないという不合理な結果を生じる。そこで判例は第714条の規定は一般不法行為の成立を妨げるものではないと解して、監督義務者の監督義務違反と未成年者など不法行為者によって生じた結果との間に相当因果関係が認められる場合には監督義務者につき第709条の一般不法行為が成立するとする（最判昭和49年3月22日民集28巻2号347頁）。